# Historia Łotwy

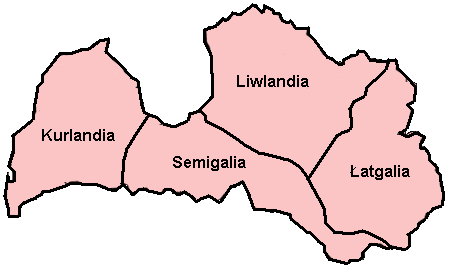
Krainy historyczne Łotwy

Historia Łotwy jako niepodległego państwa obejmuje dwa okresy: lata 1918–1940 oraz po 1991. Obszar dzisiejszej Łotwy w pozostałych okresach należał do wielu europejskich państw (niemieckich zakonów rycerskich – Krzyżaków, Kawalerów mieczowych, a także Szwecji, Polski, Rosji), bądź stanowił jedną z republik ZSRR – Łotewską SRR.

## Do roku 1918

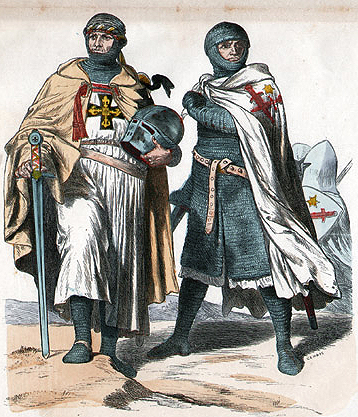
Zakon kawalerów mieczowych

W III tysiącleciu p.n.e. nad Zatoką Ryską pojawili się ugrofińscy Liwowie. W II tysiącleciu na ziemie te zaczęły docierać plemiona Bałtów – Łatgalowie, Zemgalowie, Zelowie i Kurowie. Historia obszaru z okresu plemiennego jest słabo znana. Według niektórych historyków przybysze osiedli na północ od Dźwiny przyjęli język dotychczasowych mieszkańców, podczas gdy na południe od tej rzeki zasymilowali ludność kultury ceramiki grzebykowej i w ten sposób ukształtowała się grupa plemion bałtyckich.
We wczesnym średniowieczu (od VI do VII wieku) na te tereny najeżdżali wikingowie, istniało skandynawskie osadnictwo. W XII wieku rozpoczął się wpływ Niemców na terenie Łotwy, głównie zakonów rycerskich pochodzących z Niemiec. W 1202 roku na terenach Łotwy powstało państwo zakonne Kawalerów Mieczowych (połączone z Krzyżakami w 1237 roku). Rozpoczęło się niemieckie panowanie, osadnictwo i dominacja na terenie Łotwy, sytuacja ta trwała setki lat. W miastach na Łotwie mówiono głównie po niemiecku, na wsi po łotewsku oraz w innych językach bałtyckich, a także, w północnej części kraju, w językach fińskich.
Część z ziem Łotwy, w 1561 roku została włączona do Polski (wszystkie oprócz Kurlandii oraz Semigalii). Ziemie te otrzymał ostatni mistrz krzyżacki G. Kettler jako dziedziczne lenno. W roku 1605 miała miejsce zwycięska dla Litwinów i Polaków Bitwa pod Kircholmem. Na mocy pokoju w Oliwie (1660) Polska zachowała Inflanty polskie (Łatgalię, a północna część Łotwy została włączona do Szwecji. W XVIII wieku, w wyniku rozbiorów Polski, ziemie te zagarnęła Rosja (stopniowo zaczynając od Łatgalii, Inflant Polskich oraz Kurlandii).
W połowie XIX wieku powstał łotewski ruch narodowy (ruch młodołotyszy). Ruch ten miał na celu rozbudowanie świadomości narodowej wśród Łotyszów i ocalenie tożsamości narodowej wobec konsekwentnej rusyfikacji.
Kwestia uzyskania niepodległości nabrała na znaczeniu po rewolucji 1905 roku.
W czasie I wojny światowej ziemie łotewskie częściowo okupowały Niemcy. Po zawarciu traktatu brzeskiego, Niemcy zgodzili się powołanie przedstawicielstwa łotewskich partii politycznych (Rady Ludowej), które powołało rząd Kārlisa Ulmanisa. 18 listopada 1918 roku proklamowana została niepodległość kraju.

## 1918–1940
W 1918 roku Łotwa wraz z Litwą i Estonią otrzymały niepodległość.
Prezydentem nowego kraju został Karlis Ulmanis. W latach 1918–1919 został utworzony rząd komunistyczny. Jednakże Karlis Ulmanis z pomocą Estonii i państw Ententy wrócił do Rygi. W tym czasie proklamowano, krótkotrwałą Sowiecką Republikę Łotewską, którą zniesiono na rzecz niepodległej Republiki Łotewskiej.
W 1922 roku powstała Konstytucja Łotwy. W tym samym czasie państwo stało się republiką. Ważnym wydarzeniem gospodarczym w tym czasie stała się reforma rolna likwidująca własność ziemską (głównie należącą do Niemców). Ze względu na trudną sytuację państwa w latach 1934–1940 Ulmanis, po zamachu stanu, sprawował rządy autorytarne. W wyniku zajęcia Polski przez Niemcy i ZSRR na Łotwie znalazło się niemal 30 tysięcy polskich uchodźców.

## 1940–1991

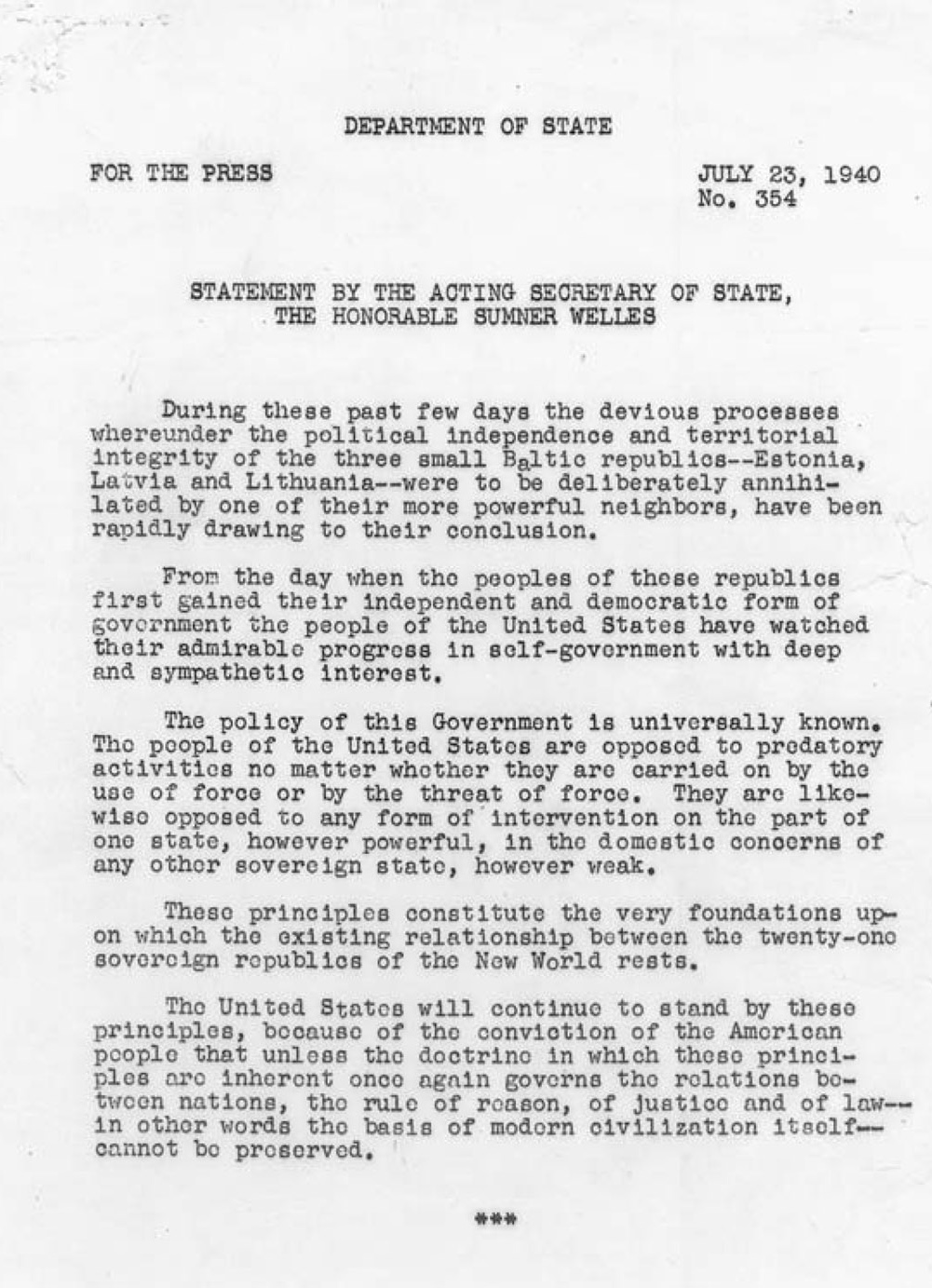
Deklaracja amerykańska z 1940 roku

W 1940 roku Łotwa została przemocą włączona w skład ZSRR jako republika związkowa. Marionetkowe władze Łotwy podpisały pakt o wzajemnej pomocy z ZSRR. Włączenie do ZSRR nie zostało uznane przez większość zachodnich państw świata.

### Okupacja niemiecka
W latach 1941–1944 kraj był okupowany przez Niemcy (część Łotyszy współpracowała z hitlerowcami)i wchodził w  Komisariatu Rzeszy Wschód.

### Współpraca zIII Rzeszą
Niemcy tworzyli z ochotników łotewskich o przekonaniach nacjonalistycznych i antysemickich oddziały policyjne Schutzmannschaft:
Jednostki Waffen-SS
Inne jednostki łotewskie w służbie III Rzeszy
Od czasu włączenia kraju do ZSRR Łotysze mieli obawy co do zepchnięcia ludności do statusu mniejszości narodowej na swych ziemiach, ze względu na masowe osiedlanie się Rosjan.
W 1988, trzy lata po przejęciu w ZSRR władzy przez Michaiła Gorbaczowa, powstał Front Ludowy Łotwy. W roku 1990 parlament przyjął deklaracje o przywróceniu Republiki Łotewskiej i proklamowanie przejściowego okresu do uzyskania pełnej niepodległości (uchwalając jako język urzędowy język łotewski i przywracając flagę łotewską).

## 1991–czasy obecne
W wyniku referendum w 1991 roku Litwa, Łotwa i Estonia ogłosiły (jako pierwsze kraje byłego ZSRR) niepodległość, co zostało uznane przez większość państw świata (nawet przez ZSRR). Tym samym upadły rządy komunistyczne tych krajów.
Niemniej władze ZSRR nałożyły na młode państwo sankcje gospodarcze, co spowodowało kryzys gospodarczy. W tym samym 1991 roku parlament przyjął rezolucję głoszącą, że obywatelstwo oraz prawo wyborcze mogą uzyskać tylko mieszkańcy (i ich potomkowie) zamieszkujący Łotwę przed jej aneksją przez Związek Radziecki. Późniejsi przybysze (i ich potomkowie) musieli wykazać się znajomością języka łotewskiego oraz mieszkać na terenie kraju co najmniej 16 lat. W 1992 roku Rosja zgodziła się na wyprowadzenie z Łotwy swych wojsk. Operację zakończono w roku 1994, a do 1999 roku pozostała jedynie rosyjska obsługa stacji radarowej w Skrundzie. W roku 1998 − pod naciskiem opinii światowej − zliberalizowano prawa obywatelskie.
W 1999 w wyniku wyborów prezydentem została reemigrantka z Kanady – Vaira Vīķe-Freiberga. 1 maja 2004 roku Łotwa weszła do Unii Europejskiej. Rok wcześniej odbyło się referendum w tej sprawie. W tym samym roku Łotwa została członkiem NATO.
2 czerwca 2005 roku Łotwa ratyfikowała konstytucję UE. Ratyfikacja odbyła się za pośrednictwem głosowania sejmu. Za projektem głosowało 71 posłów, 5 osób było przeciw, a 6 wstrzymało się od głosu. Jednym z najpoważniejszych przeciwników był Aleksandras Kirszteins.
20 lutego 2009 roku doszło do rozpadu czteropartyjnej koalicji. W związku z tym prezydent Valdis Zatlers musiał poszukać nowego szefa rządu. Został nim ekonomista, Valdis Dombrovskis.
1 stycznia 2014 roku Łotwa przystąpiła do strefy euro.